# 高飛線
高飛線（コビせん）は、朝鮮民主主義人民共和国黄海北道勝湖郡にある立石里駅から平壌市江東郡にある高飛駅までを結ぶ鉄道路線である。

## 概要
2002年発行の路線図には記載がなく、2019年に明らかとなった路線図には記載がある。また、三青駅からは支線が分岐している。

## 歴史
- 2001年10月31日 - 立石里駅 - 三青駅間開業[3]。
- 2002年7月19日 - 三青駅 - 高飛駅間開業[3]。

## 路線データ
- 路線距離：立石里 - 高飛間14.5km
- 駅数：4（両端駅を含む）
- 軌間：1435mm
- 電化区間：全線（直流3000V）[2][5]
- 複線区間：なし

## 駅一覧
| 駅名     | 駅名     | 駅名      | 駅間キロ (km) | 累計キロ (km) | 接続路線             | 所在地          |
| 日本語   | 朝鮮語   | 英語      | 駅間キロ (km) | 累計キロ (km) | 接続路線             | 所在地          |
| -------- | -------- | --------- | ------------- | ------------- | -------------------- | --------------- |
| 立石里駅 | 립석리역 | Ripsŏk-ri | 0.0           | 0.0           | 北朝鮮鉄道省：平徳線 | 黄海北道 勝湖郡 |
| 新勝湖駅 | 신승호역 | Sinsŭngho | 6.2           | 6.2           |                      | 黄海北道 勝湖郡 |
| 三青駅   | 삼청역   | Samchŏng  |               |               |                      | 黄海北道 勝湖郡 |
| 高飛駅   | 고비역   | Kobi      | 8.3           | 14.5          |                      | 平壌市 江東郡   |

## 参考資料
- 国分隼人（2007年）. 『将軍様の鉄道 北朝鮮鉄道事情』, 新潮社. ISBN 9784103037316